# Gymnadenia carpatica
Gymnadenia carpatica là một loài thực vật có hoa trong họ Lan. Loài này được (Zapal.) Teppner & E.Klein mô tả khoa học đầu tiên năm 1998.